# باولو روبرتو باولا
باولو روبرتو باولا (بالبرتغالية: Paulo Roberto de Paula‏) هو عداء مراثوني برازيلي، ولد في 8 يوليو 1979 في Pacaembu ‏ في البرازيل.

## وصلات خارجية
- باولو روبرتو باولا على موقع الاتحاد الدولي لألعاب القوى (الإنجليزية)
- باولو روبرتو باولا على موقع أوليمبيديا (الإنجليزية)
- باولو روبرتو باولا على موقع اللجنة الأولمبية البرازيلية (البرتغالية)